# Vila Slovinka
Vila Slovinka pripovjedno je djelo u stihu Jurja Barakovića u kojem se u trinaest pjevanja nejednake duljine, s više od 9300 stihova različitih metričkih i strofičkih oblika, uz mnoštvo mitoloških i autobiografskih motiva, tematizira povijest i sadašnjost Zadra i Šibenika.

## Izdanja
Djelo je za autorova života objavljeno dva puta, u Veneciji 1614. i 1626. godine, te u istom gradu još i 1682. godine. Kritičko je izdanje objavljeno u Akademijinoj ediciji Stari pisci hrvatski, knj. XVII. iz 1889. (prir. Pero Budmani i Matija Valjavac). Postoje još dva novija izdanja: u ediciji Stoljeća hrvatske književnosti (prir. Frano Švelec, Zagreb 2000.) te u ediciji Croatica – Hrvatska književnost u 100 knjiga (prir. Josip Bratulić, Vinkovci, 2000.).

## Sadržaj

### Posveta
Pisnik se obraća Anjelu Justinijanoviću, svećeniku kojemu predviđa da će postati papa. Anjelov izgled potanko je opisan i zatim se prelazi na slavljenje njegova podrijetla te njegova oca, braće i strica Oktavijana. Potom Pisnik spominje kako je svoju vilu poslao u Zadar, ali Zadrani očito više vole Latinku (književnost na talijanskom jeziku). Iskazuje nezadovoljstvo time što više vole govoriti tuđim nego svojim jezikom. Zato Pisnik moli Anjela da mu štiti i čuva vilu koju mu šalje jer mu nema ništa bolje darovati, iako vila nema ni haljine ni skladne odiće. Spominje veselje i bol slavenskih krajeva.

### Petje parvo
Prošle godine Pisnik poželi poći vidjeti šibenska polja. Kreće u osvit nedjelje i na putu prolazi pored gradske straže. Nema uza se ni hrane ni pića; sve je tako pusto pa ga obuzima strah da bi ga netko mogao napasti. Odjednom na livadi spazi malo povinuto žensko krilo i prepadne se pomislivši da je to možda zaklana žena, žrtva razbojnika. Prilazi bliže, iako ga još uvijek obuzima strah, ali Vila ga zazva imenom. Slijedi detaljan opis viline nadzemaljske ljepote. Vila ga prima za ruku i umiruje riječima kako je ona vila koja je ostala nakon vilinjeg skupa da se odmori na livadi te poziva Pisnika na razgovor. Pisnik joj prilazi, sjeda na skut i osjeća kako ga obuzima snažna zaljubljenost. Opravdava se za svoje ponašanje i pita Vilu nije li ona kakva božica, ali Vila ga kudi i govori da je vila, da je besmrtna i neka se ženi ženom iz svoje vrste.
Kaže da mu zna ime, ali ne zna odakle je pa joj Pisnik počinje prepričavati svoje porijeklo: govori o majci Zadranki koja je nakon udaje došla u Plemiće gdje se i Pisnik rodio. Napominje kako je Zadar, iz kojega je on sada prognan, u to vrijeme bio u cvatu. Vila sve to sluša pa se rasplače te mu počne pripovijedati o njegovu pradjedu Bartolu kojega je resilo takvo junaštvo da ga je i sam kralj (Bela IV.) zvao vojvodom, knezom, a ponekad i pasanim vitezom. Govori kako mu je Bela, nakon što se istaknuo u boju protiv Mongola, poklonio tri sela: Plemiće, Brus i Oštri Rat te prilaže pismo s kraljevskim pečatom.
Potom se opisuju povijesne prilike u Zadru koji su sedam puta zauzimali Mlečani, a Hrvati ga vraćali ugarskome kralju, te kako su, nakon prodaje Zadra u mletačke ruke, poklisari otišli duždu u Mletke. Na duždevo pitanje zašto su Zadar uporno vraćali ugarskome kralju, poklisari odgovaraju kako su mu htjeli biti vjerni, ali sad spoznaju da je božja volja da budu duždevi podanici. Dužd im na to potvrđuje plemićke položaje koje su stekli od ugarskog kralja. Zadar je ponovno u procvatu i obilju. Pisnik i Vila premještaju se u hlad pod jelu gdje nastavljaju razgovor, a Viline riječi zadaju devet rana Pisnikovu srcu.

### Petje drugo
Počinje tužaljkom o Zadru koji je okovan i u plaču. To je stanje nastalo dolaskom Mlečanina Sforce Palavicina. On prvo koncem mjeri gradske zidine, a puk ga u strahu motri, znajući kako nešto sprema. Uskoro počinje rušiti kuće, pa čak i crkvu, ne obazirući se na plač i očaj stanovnika. Sforca izdaje proglas da svatko mora doći kopati, čak i gospoda koja tako pružaju primjer puku. Grade se nove zidine i sad je svima jasno da Sforca želi zaštititi Zadar od ratne opasnosti. Podrobno se opisuju sve radnje i događaji u gradnji. Vila dalje pripovijeda o Beloni, uzročnici ratova koja sa Zavidosti odlazi na turski dvor kako bi sultana potakla na rat protiv Mlečana. Obavivši posao, odlazi u podzemlje i traži brodara Karonta koji se konačno odaziva s nekog brda i žali se kako nema posla otkad je poginuo zrinski ban Miklauš, pa je barku izvukao na suho. Belona mu kaže da pripremi veću korablju jer se turski car sprema u rat. Vila završava svoj govor, a Pisnika obuzima tuga te zaplače.

### Petje treto
Vila nastavlja pripovijedati o početku rata 1569. godine kada je Zadar bio napadnut (Ciparski rat). Slijedi jadikovka i savjetovanje Zadru da se naoruža. Opisuje se turska vojska koja kosi kršćane. Polja su puna mrtvih tijela, a oni preživjeli bježe ili se predaju u tursko roblje. Spominje se zatvor roblja u Obrovcu kamo se odlazi trgovati robovima. Zadar je pod opsadom i nitko ne smije izaći iz grada. Jedino se zadarski vojnici ne boje Turaka i hrabro se sukobljavaju s njima (riječ je o najamničkoj vojsci).
Umjesto povijesnoga objašnjenja prestanka rata, slijedi dugačka prispodoba iz prirodnoga svijeta. Zadar je ostao kao panj na osami, bez ijedne grane, ali u proljeće će opet procvjetati i postati ljepši i bogatiji. Grad je ostao na nogama zahvaljujući tome što je sačuvao tri dara: krepost, mudrost i slavan glas koji zapravo i nije dar jer ga je sam zaslužio. Pisnika obraduju ove Viline riječi, a ona mu pokazuje Velebit, gdje su se prije tri godine okupile sve vile svijeta. Najavljuje mu kako će sada pripovijedati o čovjeku koji je bio čelo i sime našega jazika.

### Petje četvarto
Vila zemljopisnim terminima opisuje predjele s kojih su sve vile pristigle, a zatim opisuje vilinji sastanak na kojemu postoji hijerarhija pa tako one mudrije sjede na višem mjestu jer i u prirodi mlađi od starijih uče. Vila napominje Pisniku da mu je otkrila sve što je smjela te ga sad savjetuje da bude odan, skroman te neka ne zavidi nikome. Nakon vilinjeg skupa vile su zaplesale kolo pa mole Slovinku da povede pjesmu, a njoj na um pade pjesma o Zadru.

### Petje peto
Vile nakon vijećanja započinju ples. Slijedi pohvalna pjesma Zadru koju su spjevale na gori.

### Petje šesto
Vila Slovinka nastavlja pripovijedati te otkriva kako su joj vile čestitale. Vila Saražinka (Saracenka) ističe kako je mnogo slušala o Zadru, ali nikada ga nije vidjela. Spominje kako se Zadar hvali u mnogim krajevima i kamo je god išla, svuda je nailazila na to ime. Potom opisuje svako slovo u imenu Zadra, pa tako slovom z u slovinskom jeziku počinje i riječ "zora", a na tom je slovu i pozlata. Slovom a sve započinje, a na sredini je slova "riz", sličan biljegu na konjskom čelu. Slovom d počinje ime slavnog proroka Daniela, a izgleda kao napeti luk, dok slovom r počinju riječi "raj" i "Rim".
Potom ustaje od zapada vila i moli zbor da ostanu na gori još jedan (ukupno deveti) dan da pjevaju o slavi Zadra. Govori kako je i ona često nailazila na to ime i da su u raznim sporovima poklisare često slali u Zadar da Zadrani presude. Sve vile mole Slovinku da im priča o Zadru. Slovinka uzima riječ, ali napominje kako joj ni tri godine ne bi bile dovoljne da kaže sve o Zadru. Priča o njegovu položaju kraj mora, zatim opisuje i gradsku stražu, podijeljenu u čete, sa zastavom koja u sredini ima biljeg, te dužnosti svih važnih ljudi u gradu; komornika, kapitana te providura od konjikov, čiji vitezovi postaju pravi lavovi kad trebaju pokazati hrabrost. Četvrti je vladar kojega spominje knez, mudar i čestit vladar Zadra koji se brine da Zadrani imaju kruha, ulja i vina. Oko kneza okupljena su vlastela, sve odreda plemenitaši od Boga. Spominje svećenike te redovnike i sreću što ih grad ima. Vila govori o četiri stanišća te braće, odnosno o dominikanskom, benediktinskom te dva franjevačka samostana. Spominje i ljepotu Zadranki te najavljuje kako će pričati o onome što je čula od starijih vila o Zadru.

### Petje sedmo
U skazan'ju se doznaje kako vile slušaju Slovinku koja im pripovijeda o postanku Zadra. Slovinka pripovijeda o Nembrotovu bratu Ninu koji sa svojom ženom Savom odlazi u svijet da nađu mjesto gdje će se nastaniti. Nakon dugog putovanja dolaze u Liku, Sava je trudna i to nakon duge neplodnosti pa se Nino zavjetovao da će podići grad tamo gdje ona rodi. Odlučili su sići na more jer je ondje ljepše. Dolaze na obalu, a Nino odluči tu sagraditi grad Nin. Sava ondje rodi kćer Plankitu.
Plankita, izrastavši u lijepu djevojku, odluči služiti Dijani, ne želi se udati i imati djecu, iako to žele njezini roditelji. Opisuje se Plankitin lov košute; ranjena se košuta baca u more, a Plankita, izgubivši plijen, popije vode s izvora i zaspi. Dolazi Neptun te, ugledavši Plankitu, ne može svladati požudu. Plankita se budi, ali ne uspijeva se obraniti te ostane trudna. Neptun odlazi ostavivši je samu. Plankita nakon devet mjeseci rodi sina, a Neptun je sljedeći dan dolazi posjetiti jer je pogriješio u računanju za jedan dan. Plankita i Neptun presretni su, grle se i ljube. Plankita doji sina Slovana, a Neptun, kad ga vidi, shvati da je to dar s neba i odluči nagraditi Plankitu. Organizira pir na koji dolaze bogovi. Opisuje se slavlje i ples bogova nakon kojeg pođu večerati, a Plankita donosi Slovana te svi poljube dijete na dio tijela gdje je imalo biljeg u obliku imena Slovan. Neptun se pred svima zaklinje da će sagraditi grad na mjestu gdje je prvi put vidio svoje dijete; to je Plankiti "dar za dar" i po tome se zove Zadar. Jove dopušta Neptunu sagraditi grad i naredi mu da ogradi vodu kojom se ohladio kad je zaspala Plankita i tu je vodu nazvao Plankita. Grad se gradi čudom: kamenje samo ide iz zemlje.
Bogovi darivaju Zadar: Jove je usadio javor u Zadru, Palade poklonila tri maslinove grane, Mart poklanja konja s oružjem, a Vulkan oružje, Juno dva pauna, Merkurij krila, Dijana će usaditi ružin grm na koji će staviti palmu; Apolo će postaviti stražu na grad i učiniti da Plankita provre s parnaških gor vodom konjskog kopita. Spominje se Petar Zoranić kojemu treba pripisati zasluge što je proslavio Nin u Planinama. U grad dolaze Cerere i Bahko, sreću Plankitu i mole je da im pokaže grad. Potom sjedaju, a Plankita im ispriča sve od trenutka kada je srela Neptuna. Gosti odgovaraju neka se ne plaši jer će biti sretna, a Slovan će postati kralj.
Grad polako nastanjuju ljudi, a Slovan postaje hvaljeni kralj. Saznaje se da je slovinski jezik nazvan po Slovanu. On odlučuje posjetiti Savu, koja je već stara i s njom obilazi kraj. Dolaze do rijeke koja će biti nazvana po Savi.
Tu se prekida priča i Pisnik nastavlja razgovarati s Vilom. Zanima ga kakva sudbina čeka Šibenik, a Slovinka odgovara kako će o tome pričati drugi put te neka i dalje slavi Zadar i traži oprost u gradu. Razgovor završava Pisnikovim moraliziranjem protiv srdžbe. Vila ustane i odjuri u goru, Pisnik trči za njom i pita je za svoju daljnju sudbinu. Vila mu kratko kaže da od nevolje ne može pobjeći jer je sebi naprtio prevelik teret.

### Petje osmo
Pisnik je u strahu nakon Vilina odlaska. Putem kući susreće poklisara iz Ostrovice koji je nosio pisma gospodi. Poklisar ovog puta nosi pismo livanjskog bega šibenskom knezu. Kazuje mu zašto i odakle putuje, a uz to hvali poklisarski život, pri čemu započinje priču o zadarskom piru na kojem se našao. Bio je to pir poznatih zadarskih plemićkih obitelji Bartolačića i Macarelića na kojem je Poklisar sudjelovao jer se tamo zatekao. Osim tih obitelji nabraja još neke koje slično hvali i slavi, ali riječi mu nisu dovoljne da bi ih mogao opisati.
Poslije ponoći, oko već raspremljena gostinjskoga stola, neko je dijete bugarilo tužnu bugaršticu, što je svima izmamila suze na oči. Pisnik je zamolio poklisara da mu prenese tu pjesmu i poklisar pristane uz uvjet da se oklade. Poklisar predlaže da Pisnik plati večeru ako ga pjesma rasplače, a u suprotnom plaća poklisar. Bugarštica je o majci Margariti koja plače za svojim bratom Petrom i sinom Ivanom koji su otišli u rat i o kojima nema vijesti. Vila želi znati što je majka spremna učiniti, na što joj ova odgovara da bi dala glavu i izgorjela u ognju da ih spasi. Vila joj tad kaže istinu kako su je oni zaboravili jer se brat zaljubio u mladu Grkinjicu koja ga je napojila vodom zaborava, a sina je očarala Cvita Primorkinja. Pjesnik se uzbudio, plače i pita poklisara zna li na koga se odnosi pjesma. Poklisar razrješava: brat je Petar Baraković koji je poginuo na Krfu služeći dužda, a Ivana su ubili Senjani kod Korčule. Kada je to čuo, Pisnik tuguje za bratom i sestrićem. Obojica se požure u grad i stignu prije njegova zatvaranja pa Pisnik održi svoje obećanje i časti Poklisara večerom.

### Petje deveto
Pisnik je nakon večere pošao u krevet, ali ne može mirno zaspati jer ga muče teški snovi. Vidi ženu grubu koja je pokosila tek procvala dva cvijeta pa joj se pokušava suprotstaviti, zatim vidi pauna, pa jelena u nevolji i napokon ugleda Vilu s kojom je jučer razgovarao. Započnu razgovor o Pisnikovoj žalosti zbog loših vijesti i zbog naglog odlaska Vile. Vila, pomalo srdito, njegovu patnju označuje kao patnju ovog svijeta.
Tada mu Vila pokaže drugi svijet i sad vidi nešto posve suprotno: prekrasne krajolike, stanovnike koji su drugačiji, mjesto gdje vladaju drugačiji zakoni, a onda spazi kralja na prijestolju gdje sjedi uz svog oca i ženu sa zvjezdanom krunom kako stoji na Mjesecu, anđele, starce koji su dvorjani nebeskog kralja i dvanaestoricu apostola. Pisnik poželi znati kako može doći do tog svijeta. Glas mu odgovori kako se tu nalaze samo neporočni ljudi i neka zamoli kraljicu za pomoć. Pisnik klekne i stane moliti kraljicu za pomoć pa mu ona načini krunu od cvijeća koja će ga privući k njoj, ali u tom ga trenutku prekine Poklisarov glas. Pisnik se naljuti na Poklisara koji se u tom trenu opraštao. Pozdrave se i Pisnik se vrati na Viline riječi koje ga podsjete da mora lutati sam ako želi saznati sudbinu grada Šibenika. Zato je danima lutao po planini u nadi da će susresti Vilu, te napokon odluči otići na ono sveto mjesto u blizini grada koje mu je Vila bila spomenula, sve u nadi da je možda ugleda.

### Petje deseto
Pisnik susreće Pustinjaka koji mu pripovijeda o Šibeniku i njegovoj prošlosti, kada je grad bio sretan i napredovao, a sad mu prijeti opasnost od grijeha koji u njemu vlada. Pisnik želi znati što će biti sa Šibenikom, na što Pustinjak oklijeva odgovoriti. Tada se začuje zvon Spasiteljeva hrama gdje se redovnice mole za spas grada. Slijedi pohvala redovnicama i posebno predstojnici samostana Rafaeli Ivetić. Pustinjak preporučuje Pisniku da ode do koludrica i preporuči se njihovoj opatici. U zučnopojkama pjesnik žali svoju zlu sreću i rekapitulira što mu se dosad dogodilo. Pisnik se ipak ne predaje i molitve upućuje Bogu. Nakon toga se obraća čitatelju od kojeg traži da se sažali nad njime zbog njegove ljubavne boli.

### Petje jedanaesto
Pisnik pripovijeda kako je tri godine tajno ljubio, a onda je odlučio otići u pustoš da ga zvijeri rastrgaju ili se sam ubije. Dugo je lutao planinom i skoro umro kad su ga trećeg dana našli lovci. Glavni lovac sažalio se nad Pisnikovom pričom o ljubavnoj strijeli koja ga je učinila takvim pa ga je lovac poveo sa sobom u Trogir. Ni ondje se Pisnik nije smirio jer ga je još progonila ljubavna bol.
Pisnik pokraj trogirskih zidina ugleda malog čovjeka. To je vilenik koji ga odvodi u svoju malu kamenu kuću: u njoj su čudnovate stvari iz čitavog svijeta. Vilenik će pokušati izliječiti Pisnika. Pregledao ga je i ustanovio kako ovaj nema srca, a za to nema lijeka u travi. Preporučio mu je da ode do drage koja mu je uzela srce pa neka mu ga i vrati. Pisnik stigne u Šibenik i odmah ode do drage. Kad su se vidjeli, hvalio je njezinu ljepotu, a onda joj objasnio zašto je tu i kolika je njegova bol. Ljepotica ga ukori da je to previše što traži i zato Pisnik odluči klin klinom izbiti pa si nađe drugu dragu kojom se oženi, ali to ga ne oslobodi prve ljubavi. Kako je stario, ljubav je još uvijek bila snažna pa odluči pjevati pjesme i tako otkriti svoju ljubavnu bol.

### Petje dvanaesto
Pisnik je odlučio zaploviti morem nadajući se da će pronaći mir i utjehu. Za vrijeme putovanja opisuje se čamac, a zatim oluja koja ga je zahvatila. U tom trenutku Pisnik moli za pomoć i spazi u oluji božicu Lunu od koje traži milost bogova. Ona odlazi pred vrhovnog boga i traži pomoć za Pisnika te mu oni ovaj put oproste. On se tako spasi i završi na obali gdje odluči čekati zoru.
Tada iz jame izađe neobičan čovjek kojem je jezik sapet željeznom žvalom, a uši probodene mačem, dok u jednoj ruci nosi štap, a u drugoj cvijeće. Pisnik želi znati tko je on i ovaj mu se predstavi kao Osin (sjena): to je isti onaj Poklisar s kojim je Pisnik putovao, a kažnjen je jer je lagao o zadarskom piru. Osin mu objašnjava kako je dospio na ovo mjesto nakon brodoloma dok je išao prema Trogiru. Zapravo se sada nalaze na ulazu u podzemni svijet i Osin priča što se zapravo dogodilo u Zadru. Nije se radilo o svadbi nego o gozbi koju je priredila vojska nakon pobjede nad Turcima, pa je Poklisar glas o bici odnio ličkom begu u Knin, a ovaj je to poslao u Livno odakle se vraćao kad je susreo Pisnika. Osin govori da je lagao kako bi prešao pod kršćansku vlast i tražio je pomoć Bartolačića koji je obećao pomoći, ali prevario ga je. Zato traži od Pisnika da sve obriše o tome jer bi i on time lagao kad sad zna istinu. Pisnik ništa ne želi mijenjati i želi da mu ovaj opiše pakao.
Iako zna da će biti kažnjen jer odaje tu tajnu, Osin ipak priča što je vidio i što zna. Odmah se prisjeća kako je ugledao okovana čovjeka koji mu se predstavi kao Juraj, despot smederevski, sin vojvode Vuka. Juraj mu objašnjava kako je u paklu zbog nezahvalnosti, jer je iznevjerio plemiće, a Janka vojvodu izdao. Osin spominje i neimenovanog Pisnikova poznanika od kojeg nije uspio ništa saznati jer su ga odvukli u pakao. Pisniku dalje Osin opisuje pakao: sedmero vrata za sedam smrtnih grijeha.
Polako se razdanjuje pa se Osin požuruje ispričati priču o vojsci. Predaje mu spise koje je sastavio Minošan dok je prevozio poginule Turke i nestaje. Pisnik opisuje svoje stanje ujutro. Traži na otoku hranu jer dva dana nije ništa jeo. Ugleda jedro pa se požuri i zapliva prema brodu. Ispočetka preplašeni mornari ipak ga primaju na brod, daju mu hranu i novu odjeću. Pisnik im se ukratko predstavlja. Mornari su zapravo trgovci robom iz Sirije koji su zalutali, pa sad puštaju da ih pjesnik vodi. Uz malo muke pjesnik upravlja brodom put Šibenika. Pri dolasku mornari počinju trgovati na obali. Pisnik ih poziva u svoj dom kako bi ih ugostio. Nakon zabave trgovci odlaze, a Pisnik počinje čitati spis koji je dobio pred paklom.

### Petje trinaesto
Pjevanje počinje riječima kako čovjek mora izvršiti što je obećao, zato Pisnik otvara pismo koje je dobio od Osina na otoku Bulkanu. Pismo piše Radaman, kralj donje propasti, i izvještava kako je pakao pun grešnih duša jer na zemlji mnogo ljudi gine. Sve je to zahvaljujući Frani Strižojeviću koji čisti Jadran od gusara, a zaslužan je i za pobjedu koja se proslavljala u Zadru dok je Pisnik ondje boravio.
Pisnik izvještava da je za vrijeme čitanja pisma začuo buku vani i ugledao Strižojevićev pogreb. Cijeli je Šibenik bio u povorci i tugovao slaveći pokojnikova djela. Pisnik izlazi i sam se pridružuje pokopu. Obraća se smrti jer je povukla Franu, ali uzda se u njegova sina Viculina, čime spjev završava. Nakon što je natpisom upozoreno da je pjesma gotova, progovara Vila koja kaže kako je Zadar nije htio pa se zato nastanila u Šibeniku i priča anegdotu o Scipionu Afričkome.

## Poetičke osobitosti

### Kompozicija
Vila Slovinka započinje posvetom Šibenčaninu An'jelu Justinijanoviću nakon koje se djelo organizira u trinaest pjevanja. Svako pjevanje počinje skazan'jem, u osmeračkoj strofi, kojim se najavljuje sadržaj samog pjevanja. Vila Slovinka konstituira se opisom nekoliko susreta što ih je Pisnik imao putujući po šibenskoj kopnenoj i pomorskoj okolici. U prvih sedam pjevanja, u razgovoru s Vilom Slovinkom, raspravlja se o zadarskoj i slovinskoj povijesti te društvenom, tj. komunalnom uređenju, dok će u narednom osmom pjevanju, pri susretu s Poklisarom, biti riječi o suvremenom Zadru. Deveto i dvanaesto pjevanje čine prikaz eshatološkog svijeta i u njima najprije Vila vodi Pisnika u raj, a potom Poklisar u čistilište i pakao. Između tih pjevanja nalazi se deseto u kojem se Pisnik susreće s Pustinjakom, koji mu pripovijeda o Šibeniku, te osobito važno jedanaesto u kojem je Pisnik prikazan u potpuno novom svjetlu. Naime, on iznosi intimnu priču o nesretnoj ljubavi iz mladosti koja mu je obilježila život i potaknula ga da počne pisati. Vila Slovinka završava Pisnikovim povratkom u Šibenik i opisom tuge zbog smrti slavnog Šibenčanina Frane Strižoevića. Nakon što je naznačeno da je spjev gotov, još jednom progovara Vila i u nekoliko stihova zaključuje da je Zadar nije htio pa se stoga nastanila u Šibeniku.

### Žanr
Barakovićeva je Vila Slovinka spjev bez jasnih žanrovskih karakteristika u kojem se miješaju osobine nekoliko književnih vrsta. Po pripovjedačkom karakteru i dužini djelo pripada epici, ali po načinu organiziranja znatno odstupa od klasičnog modela epa i približava se Danteovoj Božanstvenoj komediji i Zoranićevim Planinama. Iako Vila Slovinka ima dužinu epa, sadržajna joj dimenzija epa nedostaje. U središtu radnje nije velik i važan događaj već Pisnikova putovanja po šibenskom zaleđu i susreti s različitim osobama. Ni sami likovi u djelu nisu karakteristični za ep jer bi oni svojim djelovanjem trebali odražavati život cijele zajednice na koju se ep odnosi, što u Barakovićevu djelu nije slučaj. Naposljetku, u epski se model ne uklapa ni smjena metričkih oblika kao ni umetanje samostalnih pjesama. Nadalje, u epsko pripovijedanje Baraković umeće lirske dijelove, a na više mjesta unosi i dramske scene. Kako bi istaknuo dramski karakter dijaloga, naznačuje i imena govornika. Na taj način miješanjem rodova i vrsta u istom djelu odstupa od dominantne književne prakse svog vremena.
Vila Slovinka ima odlike i pohvalničkog spjeva u kojem se po modelu panegiričkog pjesništva slave grad i znameniti ljudi. Dobivaju se tako podaci o nastanku Zadra, njegovu prirodnom smještaju, njegovoj povijesti i suvremenosti. Baraković slijedi i pravila za proslavljanje istaknutih ljudi. Tako se obično polazilo od predaka isticanjem njihovih vrlina, da bi se zatim prešlo na samog slavljenika, njegove vrline, učenost, a nerijetko i na njegovu ljepotu.
Napokon, u Barakovićevu se djelu nalaze i karakteristike putopisa. Putopisac je sam autor koji se predstavlja punim imenom i prezimenom, i to na dva mjesta: u I. pjevanju kad susreće Vilu Slovinku i u XII. pjevanju mornarima na brodu. Međutim, njegovo pripovijedanje ne treba shvatiti strogo autobiografski premda se pjesnik pojavljuje i kao lik u vlastitom djelu. Doduše, on odlazi u šibensku okolicu s namjerom da upozna taj kraj, a čitatelji mogu prepoznati posve zbiljske relacije, sve dok se u idiličnome krajoliku ne pojavi vila.

### Stil
Barakovićev je stil razlogom slabijega razumijevanja djela, kao i negativna vrednovanja Vile Slovinke kao književnoga djela te Jurja Barakovića kao književnika. Baraković rabi mnoštvo gnomskih izraza, sentencija i narodnih mudrosti, produžene poredbe, topose skromnosti i neizrecivosti. Nadalje, često koristi i kataloge; premda se oni ponekad doimaju suvišnima, nije uvijek riječ tek o ornamentima, pa se tako npr. javljaju u funkciji realističnoga opisa. Posebno značenje imaju metatekstualni dijelovi. Vilu Slovinku teško je žanrovski jednoznačno odrediti zbog posebnosti Barakovićeva stila.
Slovinku teško je žanrovski jednoznačno odrediti zbog posebnosti Barakovićeva stila.

### Književna kritika
Vila Slovinka kompleksno je djelo izgrađeno u tri pripovjedna bloka: prvi je Vilin, drugi je Poklisarov i treći je Pisnikov koji se isprepliće s prva dva. Likovi i pripovjedači s jedne strane pripadaju realnome svijetu (Pisnik, Poklisar), a s druge strane irealnome (Vila, Poklisarova sjena). Na isti je način podijeljen i prostor u kojem se odvija radnja: uz prostor Šibenika i okolice javlja se i pakao. K tome, pripovijeda se o prošlosti (mitskoj, stvarnoj) i o sadašnjosti.
Takav osebujan način izgradnje Vile Slovinke u starijoj je književnoj historiografiji rezultirao dosta strogim ocjenama Barakovića kao pisca koji "može govoriti o svemu što mu na um pada, o prošlosti, o sadašnjosti, o sebi i o drugima, tako te je veoma teško naći i omanje mjesto koje bi imalo zaokruženi smisao, a vrlo su česta mjesta koja nemaju nikakva smisla" (Branko Vodnik). Raniji su povjesničari književnosti, dakle, kao osnovni nedostatak djela navodili njegovu necjelovitost, odnosno to da neki motivi i epizode nisu ničime motivirani, dok su drugi proturječni samome djelu.
Tako primjerice Vila Slovinka (mitološki lik) razgovara s Pisnikom (autobiografski elementi) o stvarnoj povijesti Zadra, ali i o vijeću vila na Velebitu. Istodobno, ona je i povlašteni ideološki glas u tekstu koji ne ideologizira o onostranom, već o potrebi za njegovanjem vlastita nacionalnog identiteta. Ideološki aspekt dovodi i do epizode koja ispada iz konteksta djela: Pisnik u XI. pjevanju uvodi priču o svojoj nesretnoj mladenačkoj ljubavi, unatoč Vili koja – kao ideološki autoritet – odbija govor o svjetovnoj ljubavi još na početku djela.
Novije studije (Pavao Pavličić) tu nekonzistentnost djela objašnjavaju dvjema razinama značenja. Na razini doslovnoga značenja moguće je prepoznati arkadijsku priču: Pisnik izlazi iz prostora u kojem živi, putuje i na svom putovanju doznaje o povijesti, životnim istinama. Budući da se djela koja pripadaju ovome žanru često referiraju na suvremenost, s vremenom gube na razumljivosti. To je svakako slučaj s Vilom Slovinkom jer značenje mnogih epizoda ostaje sakriveno, kao npr. zašto je u paklu samo despot Đurađ Branković ili koji je neimenovani suvremenik Pisnika i Osina iz XII. pjevanja stanovnik pakla. No Vila Slovinka ima i alegorijsku razinu, na kojoj Baraković tematizira pjesništvo. Uzme li se u obzir samo jedna (obično doslovna) razina značenja, djelo se doima necjelovitim, proturječnim; doima se kao da je sadržajni aspekt djela zanemaren, što je svakako neobično za pjesnika koji je toliko pažnje posvetio stihovnim oblicima.

### Versifikacija
Vila Slovinka otkriva i da je Juraj Baraković bio izvrstan versifikator, odnosno da je vješto izmjenjivao različite stihove i njihove kombinacije. Već u naslovu autor kaže da je u četare vrsti petja složena, ča jest u pismi skupne, u osmoretke, u zučnopojke i u poluretke. Ta uporaba različite metričke organizacije nije slučajna; time se posebno bavio i ponudio relevantna objašnjenja Svetozar Petrović.
Zučnopojke su sastavljene od četrnaest osmeraca s rimom abba abba cdc dcd, dakle sonetne su forme, a Baraković im je dodijelio hrvatski termin prema riječi zuk što ju je Petar Zoranić rabio u značenju: "zvuk", "melodija". U Vili Slovinki ukupno ih je 51, funkcioniraju kao strofe, nisu narativne, nego se njima iskazuju pjesnikova raspoloženja u ja-formi. Takvim je stihovima napisan i posvetni sonet An'jelu Justinijanoviću, završna pjesma upućena Zadranima s isticanjem da pjesnik ni kosti svoje neće ostaviti svome neharnom gradu te susret s poklisarom u osmom pjevanju.
Dvostrukorimovani dvanaesterački (marulićevski) distisi ili pisni skupne imaju ulogu medija koji prezentira stvarnost. Upravo ih zato Svetozar Petrović naziva "nultom razinom naracije". Ukupno ih je 4156, imaju prijenosnu rimu i čine osnovu spjeva. Većinom su to dijelovi koji opisuju prošle i sadašnje događaje bez naglasaka na pojedinostima. To su: posvetna pjesma An'jelu Justinijanoviću u kojoj se iskazuje pohvala njegovom djedu, ocu i stričevima; cijelo prvo, drugo i treće pjevanje; dio četvrtog pjevanja – dolazak vila na velebitsko zborovanje; dio desetog pjevanja – susret s pustinjakom; cijelo jedanaesto – pjesnikov ljubavni roman; dio dvanaestoga – pjesnikov odlazak na more, oluja, spas na otoku; i dio trinaestog pjevanja – sprovod Frana Strižojevića i žalost Šibenčana za sugrađaninom.
I u pjesmama u osmoretke izlažu se prošli i sadašnji događaji, ali ukazuju na određene značajne detalje. Taj je oblik dubrovački tip dvostrukorimovanih dvanaesteraca složenih u oktave. Posljednja strofa u nizu ima dodatni deveti stih s rimom usklađenom prema posljednjem distihu. Sadržajno, tim su oblikom ispjevane uglavnom mitološke situacije: dolazak svjetskih i domaćih vila na Velebit, samo vijećanje vila, susret i razgovor s poklisarovom sjenom Osinom na vražjem otoku, prikaz pakla i razgovor s despotom Jurjem koji je zbog izdaje postao stanovnik pakla, susret s trgovcima i povratak s njima u Šibenik te čitanje pisma čuvara pakla Radamana o zadarskom pohodu na Turke.
Poluretke su, naposljetku, osmerački katreni s rimom abba i sadržajno pokrivaju dijelove epa u kojima je poklisar glavni lik: pripovijedanje poklisara o boravku u Zadru, tumačenje bugarštice i odluka pjesnika da posjeti pustinjaka u crkvici sv. Ivana.

## Tematski svjetovi
U Vili Slovinki Jurja Barakovića isprepleteno je nekoliko tematskih svjetova koji u djelu supostoje i nadopunjavaju se te ih nije jednostavno odijeliti. Uostalom, to je i uobičajeno za djela nastala u ranonovovjekovlju. Tematski svjetovi Barakovićeve Vile mogu se podijeliti u četiri glavne skupine: mitološki, povijesni, biblijski i eshatološki svijet. 
Glavni je nositelj mitološkoga svijeta, kako se to već iz samoga naslova djela može zaključiti, Vila koja je u prvih sedam pjevanja pripovjedačica, odnosno nositeljica znanja. Ona u tih sedam pjevanja prenosi Pisniku, koji se djelomično može identificirati kao autor djela, svoja saznanja o slavi i povijesti Zadra iz kojega on potječe. Osim Vile i mitoloških priča, u taj se svijet također ubraja cijela plejada bogova, božica i mitoloških bića čija se imena u djelu spominju. Nadalje, mitološki se sloj prožima s drugim tematskim sferama u djelu, i to ponajprije s onom biblijskom. Naime, premda je biblijski svijet prisutan ponajviše u mikromotivima (npr. spominju se imena svetaca, proroka i božanskih osoba), on se vrlo često javlja u istom kontekstu s drugim mitološkim i eshatološkim bićima.
Kada se govori o povijesnoj tematskoj sferi djela, potrebno je imati na umu da se ona ne odnosi samo na povijesno provjerljive i kvazipovijesne događaje koji su opisani nego i na vlastitu povijest pisca, dakle na autobiografske elemente koji su utkani u djelo.
Povijesni i mitološki svijet uvelike se dodiruju u Vilinim iskazima o Zadru, njegovu postanku i slavi. Prvo je pjevanje, u kojemu Vila najviše progovara o slavnoj obitelji Pisnikovoj i o padu Zadra pod mletačku vlast, većim dijelom kvazipovijesno. Premda ne dolazi do miješanja dviju sfera, mitske i povijesne, ipak događaji koji se u njemu prepričavaju nisu provjerljivi i smatraju se produktom autorove mašte, unatoč tome što su mnogi zemljopisni lokaliteti stvarni. U drugom pjevanju, koje govori o gradnji zadarskih zidina, čijoj je izgradnji i sam Baraković mogao biti svjedok, nalaze se podaci koje historiografija potvrđuje. Međutim, u drugome dijelu istoga pjevanja dolazi do interakcije mitološkoga i povijesnog svijeta jer se uključuju mitološki likovi, Belona, Zavidost i Karont, čijim se djelovanjem objašnjava početak tursko-mletačkoga, tzv. Ciparskoga rata, opisanoga u trećem pjevanju. Pretpostavlja se da je i sam Baraković mogao sudjelovati u tom ratu. Povijesni i mitološki svijet supostoje i u šestom i u sedmom pjevanju. U šestome, koje je u cijelosti pohvala Zadru i njegovom stanovnicima, nalazi se niz podataka o izgledu grada u to vrijeme koji se poklapaju s povijesnim izvorima. S druge strane, sedmo je pjevanje, koje govori o postanku Zadra, u potpunosti mitska priča, s tim da se na samome početku uvodi i motiv Babilonske kule, biblijskog motiva koji objašnjava davnu prošlost Zadra veličajući time njegovo ime. 
Vilino pripovijedanje tu prestaje, jer ona nakon sedmoga pjevanja napušta Pisnika, a on se u osmom susreće sa svojim novim izvorom kazivanja, Poklisarom, koji mu u tom pjevanju pripovijeda o zadarskim velikašima koje je upoznao na piru. Poslije će u dvanaestom pjevanju opet doći do susreta Pisnika i Poklisara, no tu je Poklisar lik eshatološkoga svijeta. Njegovo je ime sada Osin, što znači sjena, jer je on zapravo u paklu gdje ispašta za svoje grijehe. On Pisniku opisuje pakao predstavljajući ga kroz mješavinu mitološkog i eshatološkog svijeta. U paklu vladaju mitološka bića od kojih je vrhovni Pluton, a u njega bespovratno odlaze grešnici. One koji se nalaze u čistilištu Bog može pomilovati. Uz pakao i čistilište sastavni dio Barakovićeva eshatološkoga svijeta jest i opis raja. Naime, Pisnik je u devetom pjevanju u snu imao viziju raja nakon što mu se u ukazala Vila i uputila ga na raj. U raju je vidio Otca, Kralja, Ženu te bića koja tamo prebivaju. Valja primijetiti da je Pisnika na raj uputila Vila koja je mitološko biće te se i ovdje može uočiti spajanje dvaju tematskih svjetova. Zanimljiva je i Pisnikova molitva Febovoj sestri Luni kada se u dvanaestom pjevanju suočio s nevoljama na moru. Mitološko je nebo kristijanizirano pa se Luna obraća kršćanskom bogu nakon što je i sam Febo pobjegao pred strašnim morskim nedaćama. Premda se nigdje vrhovni bog izravno ne identificira s kršćanskim, neki bi njegovi opisi upućivali upravo na kršćanskoga Boga: u devetom je pjevanju bog nazvan otcem, potom stvorcem koji je stvorio čovjeka te mu se pridaje sposobnost da može mrtvim tjelesima napuniti svijet.

## Autobiografska komponenta
Već na početku Vile Slovinke glavni se lik, Pisnik, predstavlja kao Juraj Baraković iz Zadra, što jasno upućuje na čitanje u autobiografskom ključu. Međutim, u ovaj su tekst integrirani mnogi fantazijski elementi, što autobiografičnost kao takvu čini spornom. Jer, ma koliko se pripovjedač, Pisnik, predstavljao kao Baraković, ipak je posve nemoguće da on sretne vilu s kojim kasnije i razgovora te potom mrtvoga čovjeka koji mu priča o paklu i čistilištu. Osim toga, neki elementi o kojima pripovijeda Vila u prvom pjevanju (kao npr. začetak loze Barakovića, mletački napadi na Zadar, pridruženje Zadrana ugarskom kralju itd.) trebali su mu biti poznati, ako se zna da je on preko 50 godina živio u Zadru prije nego što je prognan u Šibenik. 
K tome, još su zanimljivija Vilina izlaganja o gradnji gradskih zidina mletačkog arhitekta Sforce Palavicina i Ciparskom ratu (drugo i treće pjevanje) u kojima je i sam Baraković mogao sudjelovati. Za vrijeme gradnje još je živio u Zadru (imao je 19-20 godina), a ako je vjerovati zapisu Ivana Tomka Mrnavića na pjesnikovu grobu, onda se u Ciparskom ratu ne samo borio nego je bio i ranjen u prsa. Budući da djelo nije povijesno i realno, nego se temelji na više tematskih svjetova, gdjegdje ima i kompoziciju sna, ne može se govoriti o autobiografiji kao takvoj, nego samo o nekim komponentama koje je pjesnik preuzeo iz svojega života i upleo u svoje djelo. Time se, dakle, ni Pisnik ne može izjednačiti s Barakovićem. Nadalje, ako se Vilu i Poklisara shvati kao fiktivne likove s kojima se Pisnik susreo samo u svojoj mašti na nekom posve nerealnom prostoru, onda se sva tri lika može objasniti kao komponente samoga autora, preko kojih on obavještava, poučava i nagoviješta čitateljima neke događaje. 
U ediciji Stari pisci hrvatski (knjiga XVII. iz 1889.) podaci su se o Barakovićevu životu crpili upravo iz Vile Slovinke. Tek desetljećima kasnije iscrpnim istraživanjima Stjepana Antoljaka, Dušana Berića i Franje Šveleca dobit će se točne, ali i vrlo oskudne činjenice iz Barakovićeva života. U zadarskim se arhivima prezime Baraković prvi put sreće tek 1485. godine, pri čemu je lako zaključiti da je pjesnik podrijetlo svoje loze izmislio, kao primjerice i njegov prijatelj I. T. Mrnavić, jer ratovi kralja Bele protiv Mongola bili u 13. stoljeću i da je tada Bartul dobio sela oko Zadra, to bi svakako ostalo zabilježeno. Ipak, ne može se odbaciti mogućnost da pjesnik Bartula nije sam izmislio, nego da je samo prepričao staru obiteljsku predaju. Bugarštica o majci Margariti mogla bi se također shvatiti kao autobiografski motiv. Pisnik tu pjesmu doživljava kao priču o svojoj sestri, koja se zvala Margarita, što je poznato iz zadarskog arhivskoga zapisa iz 1564. u kojemu župnik iz Ljube Ivan Marić ili Satalić ostavlja neko nasljedstvo svom posinku Grguru te nećacima Margariti i kleriku Jurju Barakoviću.
O Barakovićevu protjerivanju iz Zadra nema nikakvih dokaza, osim njegove ogorčenosti u Vili, koja se teško može zanemariti. U spisima zadarskog historika Giuseppea Ferrari-Cupillia samo se tvrdi da je protjeran, bez navođenja razloga, jer se u dokumentu iz 1606. prvi put spominje u Šibeniku, nakon čega se nikada više nije vratio u Zadar, za što su zasigurno postajali valjani razlozi.
Autobiografski je nelogičan i motiv Pisnikove ženidbe iz jedanaestog pjevanja. Baraković je bio svećenik, a da je i skinuo svećeničke halje, skoro je nemoguće da se u to poslijetridentsko doba mogao stvarno i vjenčati. Mnogi su kritičari tvrdili da tu ženidbu ne treba shvaćati doslovno, već više figurativno. Međutim, ako se uzme u obzir popis pjesnikove imovine, koji se obavio neposredno nakon njegove smrti, gdje su pronađene ženske haljine, češljevi, pojasevi, šalovi, čak i krojački pribor, ne može se opovrgnuti da je u tom stanu boravila i ženska osoba. No, je li ona bila u svojstvu žene, ljubavnice (što nije bila rijetkost za tadašnju šibensku gospodu, pa čak je u takvoj zajednici živio i Frane Strižoević) ili nečega trećega, nije dokazano.

## Povijesni aspekt
Nije lako odrediti kada Juraj Baraković u Vili Slovinki nastupa kao kroničar povijesnih prilika, a kada kao tvorac mita. Ipak, postoje izvori na temelju kojih je moguće utvrditi koji su događaji ispripovijedani u Vili Slovinki bili dio povijesne zbilje. Autor u svojim stihovima u 1. pjevanju spominje turski prodor iz Obrovca u zadarski i ninski kraj. U istom sukobu nastradalo je i njegovo rodno selo Plemići koje se nalazi između današnjeg Ljupča i Ražanca, u blizini Radovina (1. pjevanje, stihovi: 309-312.). Poznato je da su Turci zaista u to vrijeme prodrli iz Obrovca u ninski i zadarski kraj. U drugom pjevanju spominje se Fehrat-beg Sokolović koji je prodro u Kotare 1569. godine (stihovi: 409-412.).
U trećem pjevanju govori se o napadu na Zadar dva dana prije Pepelnice 1570. i o dugotrajnom opsjedanju grada (stihovi: 26-319.). Radi se o kliškom sandžak-begu Sokoloviću (1566-1574) koji je pustošio Dalmaciju i 1568. izbio pod Zadar te o mletačko-turskom ratu od 1570. do 1573. koji je za Zadar bio strahovit.
Dio je drugog pjevanja opis gradnje zadarskih bedema pod vodstvom Sforze Pallavicina (stihovi: 19-228.). U drugoj fazi gradnje tih bedema, od 1559. do 1571. godine, glavnu ulogu doista jestimao mletački general Sforza Pallavicino. Gradski kapetan Vincenzo Querini 1561. izvještava mletačku vlast da je 1559. obišao utvrde sa S. Pallavicinom i saznao o daljnjim planovima izgradnje. Generalni providur za Dalmaciju Zuanne della Lezze 1570. izvještava da se 1567. započeo utvrđivati grad na temelju modela kojega je odredio S. Pallavicino. U 20. stihu autor navodi da je Sforza Parme rodni sin. Postoje podaci da je porodica Pallavicino porijeklom iz Busseta kod Parme. Baraković nadalje kazuje da nije pošteđena ni crkva (stih 73.). Riječ je o crkvi sv. Marije Velike koja je srušena 1570. upravo zbog gradnje bedema.
U šestom pjevanju opisan je izgled tadašnjeg Zadra. Pjesnik je precizno definirao položaj grada (stihovi: 219-240.). O tome ima dosta podataka u izvještajima mletačkih gradskih službenika, sačuvani su čak i grafički prikazi koji se podudaraju s pjesnikovim izvještajem.
Osmo pjevanje donosi podatke o zadarskim plemićkim porodicama: mladoženja Federik Grisogono, sin Pompeja, ženi se Darijom Mazareli (stihovi: 183-344.). Spomenuti su i Jerolim Bartolačić i sin mu Antun koji je s Mihaelom Rozićem bio u zadarskoj delegaciji kod dužda Leonarda Dunata (stihovi: 407-435.). Pompej i Jeronim zasigurno su sinovi poznatog astrologa i liječnika Federika (u njegovoj oporuci iz 1537. spominju se sinovi Jerolim i Pompej).
Pogibiju pjesnikova nećaka Ivana (8. pjevanje, stihovi: 922-929) moguće je povezati s napadom senjskih uskoka na jednu od mletačkih galija korčulanskoj luci koji se dogodio 9. kolovoza 1596. Potvrđeno je i da je Barakovićev brat Petar, čiju smrt u blizini Krfa Baraković također spominje (8. pjevanje, stihovi: 914-921.), nestao sa zarobljavanjem zadarske galije kod Krfa nešto prije Lepantske bitke između 24. lipnja i 11. srpnja 1571.
U desetom pjevanju nemalo stihova posvećeno je opatici Rafaeli Ivetić (stihovi: 243-299.). Utvrđeno je da je ona bila poglavarica šibenskog samostana do 4. studenog 1610.
Poznato je da je između mletačkih i turskih vlasti postojala suradnja u rješavanju sukoba na granici. O tome govori i kliški sandžak Mustafa-beg 1578. godine:

Zatim nastavlja: 
Takva pisma nosili su poklisari. Barakovićev lik Poklisar, opisujući svoju službu, izgovara stihove:
Grem od bega Hlivanskoga,
kako vidiš, nošu knjige;
rad njegove neke brige
zdravi kneza Šibenskoga.
Od našega poglavic
u Hlivno sam nosi listi,
ulafa mi gre na misti
od ohole Ostarvice.
Poklisari ki smo birni,
nigda tamo, nigda simo,
po svoj zemlji hodit smimo
noseć knjige gremo mirni.
Opet listof meni prida
u nedilju ka je prošla,
naš kadija tu me posla,
gdi Zadarsko viće sida. (stihovi: 155-170).
Iz navedenih stihova može se zaključiti kako je Barakovićev Poklisar nosio prethodno citirano pismo kliškog sandžaka (koji se obično nalazio u Livnu) ili možda pismo kliškoga ili skradinskog kadije zadarskim vlastima radi suđenja u nekom sporu.
U paklu je prisutan i ban Đurađ Branković u paklu (12. pjevanje, stihovi: 1368-1480.). Naime, Đurađ Branković bio je srpski despot od 1427. do 1456. Prema istraživanjima Svetozara Petrovića smatra se da je Baraković pomiješao Vuka i Đurđa Brankovića.

## Vanjske poveznice
|  | Wikizvor ima izvorni tekst Vila Slovinka |